# Tyr (album)
Pour les articles homonymes, voir Tyr (homonymie).
Albums de Black Sabbath
Headless Cross Dehumanizer
Tyr est le 15e album studio du groupe britannique heavy metal Black Sabbath, sorti en 1990.

## Informations
Souvent vu à tort comme un concept album s'inspirant de la mythologie scandinave, l'album Tyr comporte néanmoins beaucoup de références au monde nordique. Cette rupture nette avec l'album précédent (Headless Cross, dont les paroles tournaient autour du satanisme) est due pour beaucoup à Tony Martin, qui est l'auteur d'une grande partie des paroles. Tyr est le nom d'une divinité scandinave, dieu du combat singulier et de la gloire héroïque, fils d'Odin dans le panthéon nordique.
Cet album est également souvent présenté comme étant l'album du groupe le plus éloigné du son traditionnel de Black Sabbath. Seuls quelques riffs épars semblent encore rappeler la présence de Tony Iommi. La production a été critiquée par certains (qui jugent que la batterie de Cozy Powell "étouffe" la plupart des autres instruments), encensée par d'autres qui font remarquer qu'il s'agit très probablement de l'album le plus épique de Black Sabbath. La présence de Geoff Nicholls aux claviers est cette fois complètement exploitée et directement mise en avant.
Pour la chanson The Law maker, Cozy Powell utilise une double pédale de grosse caisse.

## Liste des titres
1. Anno Mundi (the Vision)
2. The Law Maker
3. Jerusalem
4. The Sabbath Stones
5. The Battle Of Tyr
6. Odin's Court
7. Valhalla
8. Feels Good To Me
9. Heaven In Black

## Composition du groupe
- Tony Iommi : guitare
- Tony Martin : chant
- Neil Murray : basse, contrebasse sur The Law Maker
- Cozy Powell : batterie

## Musicien additionnel
- Geoff Nicholls : claviers